# Autrimps
Autrimps – według katalogu Hieronima Maleckiego (XVI w) staropruski bóg mórz i jezior; tożsamy z władcą magii, bogiem wód Patrimpsem-Andajem.